# مجلس القرار الواحد
مجلس القرار الواحد (بالإنجليزية: Single Resolution Board)‏ المعروف بالاختصار (SRB) هو وكالة تابعة للاتحاد الأوروبي تأسست في بروكسل عام 2015 كجزء من مجموعة واسعة من الإصلاحات المعروفة باسم الاتحاد المصرفي . وهذا المجلس هو بمثابة سلطة التسوية لمجموعة من البنوك في منطقة اليورو وكمحور مؤسسي لآلية القرار الواحد ‏. القرار هو إعادة هيكلة البنك من خلال سلطة القرار عبر استخدام أدوات القرار لحماية المصالح العامة، بما في ذلك استمرارية الوظائف الحيوية للبنك والاستقرار المالي، وبأقل التكاليف على دافعي الضرائب.

## تاريخ
تم إنشاء مجلس القرار الواحد بموجب لائحة آلية القرار الموحدة للاتحاد الأوروبي لعام 2014 التي دخلت حيز التنفيذ في 1 يناير 2015، مع تولي كامل سلطة اتخاذ القرار في 1 يناير 2016.
تمت انطلاقته الأولى بدعم من المفوضية الأوروبية. ثم انتقل إلى مكتبه الحالي في وسط بروكسل في أواخر عام 2015.
كان النشاط الأولي لمجلس القرار الواحد إلى حد كبير حول إنشاء العمليات والمنهجيات، لا سيما في مجال تخطيط القرار. في يونيو 2017، اتخذ المجلس أول قرار له لاتخاذ إجراءات تسوية في قضية بنكو بوبلار اسبانول. في مارس 2022، تم البدء بحل الوحدة الأوروبية لسبيربنك، في سياق الغزو الروسي لأوكرانيا عام 2022 وما تلاه من عقوبات الاتحاد الأوروبي ضد المقرضين الروس. قرر المجلس أن فرع سبيربنك النمساوي في طريقه إلى الإفلاس، بينما باع وحدته الكرواتية إلى هرفاتسكا بوستانسكا بانكا وشركة سبيربنك السلوفينية التابعة لشركة إن أل بي جروب.

## صندوق القرار الواحد
تم إنشاء صندوق القرار الواحد بموجب لائحة المجلس. والذي يمكن استخدام عند الضرورة لضمان التطبيق الفعال لأدوات القرار وممارسة صلاحيات القرار الممنوحة إلى المجلس. يتألف صندوق التمويل الاستراتيجي من مساهمات من مؤسسات الائتمان وبعض شركات الاستثمار في الدول الأعضاء المشاركة في الاتحاد المصرفي. يجري بناؤه تدريجيًا خلال الفترة حتى عام 2023، ومن المتوقع أن يصل إلى المستوى المستهدف وهو 1٪ على الأقل من مبلغ الودائع المغطاة لجميع المؤسسات الائتمانية داخل الاتحاد المصرفي بحلول 31 ديسمبر 2023. بحلول يوليو 2022، بلغ حجم الصندوق 66 مليار يورو.

## أنظر أيضاً
- الاتحاد المصرفي